# Focillodes umbrosa
Focillodes umbrosa är en fjärilsart som beskrevs av George Thomas Bethune-Baker 1906. Focillodes umbrosa ingår i släktet Focillodes och familjen nattflyn. Inga underarter finns listade i Catalogue of Life.